# Miera (Döbeln)
Miera ist eine Ortslage von Technitz, einem Ortsteil der Stadt Döbeln im sächsischen Landkreis Mittelsachsen gehört.

## Geographie
Der Bauernweiler Miera liegt nordwestlich von Döbeln und nordöstlich von Technitz sowie südlich von Nöthschütz am Hang nördlich der Freiberger Mulde auf rund 232 m. Miera besteht aus mehreren kleinen Häusergruppen in der Straße Am Kreuzweg.

## Geschichte
Trotz seiner geringen Größe ist Miera bereits 1334 als Myrow erstmals erwähnt. Weitere Nennungen sind Myraw (1370), Myra (1371), Myrow (1378), Miraw (1466, 1500) und Miera oder Myrau (1791). Miera gehörte 1552 zur Grundherrschaft des Klosters Altzelle.
1378 gehörte der Ort zum castrum Meißen, später zu den kur- und königlich-sächsischen Ämtern Nossen und Leisnig, und dem Gerichtsamt, der Amtshauptmannschaft und dem (Land-)Kreis Döbeln, bis dieser 2008 im Landkreis Mittelsachsen aufging. 1937 wurde Miera nach Technitz eingemeindet und gehört entsprechend seit 1994 zu Döbeln. Trotz seiner ausgesprochen geringen räumlichen Ausdehnung und kleinen Einwohnerzahl offiziellen Charakter und ist in der Hauptsatzung Döbelns aufgeführt.
| Jahr          | 1552                         | 1764                        | 1834 | 1871 | 1890 | 1910 | 1925 |
| ------------- | ---------------------------- | --------------------------- | ---- | ---- | ---- | ---- | ---- |
| Einwohnerzahl | 5 besessene Mann, 3 Inwohner | 4 besessene Mann, 2 Häusler | 69   | 61   | 57   | 64   | 72   |

1925 waren 70 Einwohner Lutheraner und je einer war Katholik bzw. andersgläubig.

## Belege
1. ↑  Freistaat Sachsen - Statistisches Landesamt  Kleinräumiges Gemeindeblatt. (PDF; 983 KB) S. 5, abgerufen am 5. September 2024.
2. ↑  Polizei Sachsen - Polizeidirektion Chemnitz - 23-Jähriger niedergeschlagen und Fahrrad geraubt. Abgerufen am 30. Dezember 2023.
3. 1 2  Miera – HOV | ISGV. Abgerufen am 30. Dezember 2023.
4. ↑  Große Kreisstadt Döbeln: Hauptsatzung der Großen Kreisstadt Döbeln. 13. Dezember 2019, abgerufen am 30. Dezember 2023.